# Climocella isolata
Climocella isolata är en snäckart som beskrevs av James Frederick Goulstone 1997. Climocella isolata ingår i släktet Climocella och familjen Charopidae. Inga underarter finns listade i Catalogue of Life.